# Вайшлиц
Ва́йшлиц (нем. Weischlitz) — община в Германии, в земле Саксония. Подчиняется земельной дирекции Кемниц. Входит в состав района Фогтланд. Население составляет 5985 человек (на 31 декабря 2015 года). Занимает площадь 121,62 км². Первое упоминание относится к 1274 году.